# Georg Joachim Göschen
Georg Joachim Göschen, född den 22 april 1752 i Bremen, död den 5 april 1828 i Grimma, var en tysk bokhandlare och boktryckare.
Göschen öppnade 1785 förlagsbokhandel i Leipzig och blev inom kort genom sina förbindelser med de berömdaste tyska författarna en av Tysklands främsta förläggare. På Göschens förlag utkom en mängd tyska klassikers arbeten, till exempel Goethes, Klopstocks, Wielands, Ifflands och Wolfs Homerosöversättning. Han fick sin levnadsteckning på engelska 1903, Georg Joachim Göschen, printer and publisher of Leipzig, skriven av sonsonen George Joachim Goschen, 1:e viscount Goschen.